# Ливије Радивојевић
Ливије Радивојевић (Каменица, 12. јун 1821 — Загреб, 25. јануар 1903) био је адвокат, судија и велики српски родољуб.

## Биографија
Рођен је у Каменици у Срему, као млађи брат просветног добротвора Др Љубомира Радивојевића (1818-1895). Отац Илија Радивојевић је 1831. године државни земљодржачки Каменички рентмајстер. Илија је у ствари био управник властелинског имања Марцибањевог у Каменици. Основну школу је млади Радивојевић завршио у Петроварадину, а гимназију је похађао и матурирао са одличним успехом у Сремским Карловцима. Филозофију је онда слушао у Сегедину, где је био први по успеху међу 149 ученика. Студирао је мађарска права у Пешти, где је 1843. године одбранио докторат, а идуће 1844. године положио адвокатски испит.
До Мађарске буне радио је као адвокат у Срему, а затим улази у државну службу. Године 1848. изабран је за председника жупанијског судског стола у Руми. Био је извесно време срески судија у Ердевику и Руми. Од 1853. године постављен је у Темишвару за помоћног известиоца при царско-краљевском вишем земаљском суду. Ту му се 1859. године родио син Никола, а он је изабран и за почасног грађанина. Убрзо је, 1861. године наименован за већника и известиоца Краљевског банског стола у Загребу, и Хрватско-Славонске дворске канцеларије у Бечу. Био је царски и краљевски тајни саветник у Бечу (1862-1868). Прави тајни царски саветник постао је 1881. године. По њеном укидању, стављен је на располагање, а 1874. године постављен је за председника Стола седморице у Загребу. Био је на челу највишег судства у Троједној краљевини. Ову високу дужност обављао је све до 1891. године, када је пензионисан по својој молби. Године 1899. када је о Малој Госпојини у Сремској Каменици освећивана оправљена православна црква, пензионер Ливије је у свом дому у Каменици, угостио Патријарха српског Георгија Бранковића.
Блистава каријера доказује какав је углед уживао, и зашто је за њега речено да је био „симбол права и правде“. То потврђује и признање његових политичких противника окупљених око листа „Хрватско право“. Приписиване су му заслуге што је „у Хрватској уопште могуће издавати независно опозиционо гласило“. Међу првима је почео да ради „на нашем економском подизању побољшавањем нашег господарског стања“. У некрологу 1903. године за њега се каже: Сјајан, висок и завидан положај у друштву и држави наследио није, него је са најнижег места, па до горе прокрчио пута спремом својом великом, честитошћу својом ретком и одлучношћу и енергијом којој нема равне.
Ливије Радивојевић је био високи државни званичник-чиновник и прави тајни владарев саветник. Међутим то формално учешће у власти, и блискост са режимом, који углавном није био наклоњен Србима, није га одвојио од рода. Остао је он велики српски родољуб, који је искористио своју правничку спрему и друштвени реноме, да законитим и политичким путем одбрани српска национална и црквена права и привилегије. Био је он активан у српским удружењима и организацијама у Хрватској и Срему, где је доприносио њиховој институционализацији и законитом раду.
Изабран је за првог почасног председника Савеза српских земљорадничких задруга и био оснивач и почасни председник Српске банке у Загребу. Подржао је идеју Владимира Матијевића код однивања Српског привредног друштва Привредник.
Учествовао је као члан у раду Благовештенског сабора 1861. године, где је уз барона Јована Живковића и Александра Стојачковић заступао традиционалну српску политику, залажући се за српске територијалне захтеве, који су у то време били већ скоро напуштени. Члан је Пакрачке епархијске скупштине у Пакрацу, из реда световњака, у више сазива (1892-1903), и редовно биран за потпредседника исте. Редовно је као правник, члан епархијске Конзисторије (духовног суда).
Видећи да је политика одступања погрешна, радио је на потврђивању српске аутономије, која се свела на црквене и школске послове, али је свакако утицала на то да је дошло до краљевског рескрипта.
Ливије Радивојевић је умро 7. фебруара 1903. године у Малој Млаки, на имању свог зета Марцела пл. Кушевића. сахрањен је на загребачком гробљу Мирогоју. Више пута је одликован. Носилац је Велекрста (великог крста) реда Фрање Јосипа од 1889. године.
Његов син др Никола Радивојевић (1859-1914) је 1906. године као дотадашњи "вијећник Банског стола", именован за Великог жупана личког.